# Jugoistočno od Razuma
Jugoistočno od Razuma (JiOR) je prva hrvatska  znanstveno fantastična web serija. Iza serije stoji neprofitna filmska udruga "Nulta Gravitacija", osnovana početkom 2013. godine u Zagrebu.   Prva sezona serije nastala je bez ikakve finacijske pomoći. Serija je u izradi bila od 2009 godine pa sve do prosinca 2013, kada je premijerno prikazana. Prva sezona nosi naslov "Fragmenti" i započela je 3. prosinca 2013. premijerom epizode "Kraj priče". Sezona je sastavljena od 7 kratkih epizoda i 3 minizode, a dostupna je na službenom YouTube kanalu JiOR-a: http://www.youtube.com/jugoistocnoodrazuma. Na festivalu web serija u Los Angelesu 2014, JiOR je osvojio nagrade za vizualne i specijalne efekte, oblikovanje zvuka, fotografiju, montažu i režiju. Serija je zamišljena za 3 sezone.

## Radnja
Život srednjoškolke Andree čini se sasvim običan, dok se u jednom trenutku ne zatekne daleko, daleko od svega što poznaje...
Andrea nema oca, a majka ju ostavlja na čuvanje kod polubrata i njegove trudne djevojke, te nestaje bez traga. Njezina misija postaje pronaći svoju majku i odgovore na pitanja o vlastitome identitetu. Dok ona traži majku, jedna tajanstvena ličnost poslala je plaćenike da pronađu nju.
U Andreinoj prošlosti krije se objašnjenje zašto je ona jedna posebna djevojka - nada čitavih civilizacija. Njezina majka i odavno odsutni otac samo su figure smještene na suprotstavljene strane drevne bitke. No gdje su figure, tu su i gospodari, a Andrea niti ne sluti koliko su joj blizu.

## Uloge
| Glumac/ica      | Uloga           |
| --------------- | --------------- |
| Doris Teur      | Andrea          |
| Ivica Gunjača   | Damir           |
| Dinka Vuković   | Marijana        |
| Sreten Mokrović | Mladen          |
| Mladena Gavran  | Vesna           |
| Asim Ugljen     | Kristijan       |
| Luka Juričić    | Branimir        |
| Alan Katić      | profesor        |
| Matija Martinac | Zlatko          |
| Emma Teur       | Andreina sestra |
| Nina Pili       | mala Andrea     |
| Krešimir Mišak  | Krešimir Mišak  |
| Pero Popović    | glas entiteta   |

## Epizode

### Sezona 1 "Fragmenti"
| Broj epizode   | Naslov              |
| -------------- | ------------------- |
| 1              | "Kraj Priče"        |
| 1.5 (minizoda) | "Andrea"            |
| 2              | "Život kakav znamo" |
| 2.5 (minizoda) | "Damir i Marijana"  |
| 3              | "Orbis in orbe"     |
| 3.5 (minizoda) | "S druge strane"    |
| 4              | "Daleko od doma"    |
| 5              | "Početak avanture"  |
| 6              | "Finale, 1. dio"    |
| 7              | "Finale, 2. dio"    |